# Au Pairs (band)
Au Pairs was een post-punkband die werd opgericht in Birmingham in 1979. De ritmesectie van de band is strak en funky, terwijl de gitaren licht zijn. De band had een sterk links-politiek uitgangspunt. Frontvrouw Lesley Woods was een uitgesproken feministe en lesbienne.
Het debuutalbum Playing with a Different Sex werd een postpunk-klassieker. De plaat haalde de 33ste positie in de Engelse albumhitlijst.
Het tweede album, Sense and Sensuality, bevatte een grotere invloed van jazz, soul, funk en disco, maar werd minder goed ontvangen. Vlak voor de opnames van een derde album ging de groep uit elkaar. Lesley Woods richtte eind jaren 80 nog de meidenband The Darlings op. Lesley woonde in de jaren 80 een tijdje in Rotterdam en nam daar met de band Dojoji in 1984 een album op. Eind jaren 80 verliet zij de muziekbusiness en werd advocaat. Gitarist Paul Foad is nog steeds actief als muzikant, speelt met een Jamaicaanse jazzband en geeft gitaarles in Birmingham. Hij is mede-auteur van een boek over gitaartechniek. Bassiste Jane Munro werkt momenteel  als alternatief therapeute. Drummer Pete Hammond is nog steeds actief muzikant en geeft drumlessen.
Een concertopname van de Au Pairs uit 1980 is opgenomen in de muziekvideo Urgh! A Music War